# Lesci (Breg)
Lesci su izumrlo selo u Gorskom kotaru, Primorsko-goranska županija. 

## Zemljopis, Smještaj
Izumrlo selo Lesci nalazi se u sjeveroistočnom dijelu Gorskog kotara nekoliko kilometara sjeverno od Lukovdola na području grada Vrbovskog, na nadmorskoj visini od oko 175 metara. Blizu je i Severinu na Kupi. Lesci su pokupsko selo; nalaze se na samoj obali Kupe. S jedne strane ga okružuje brdo Umol, a s druge rijeka Kupa te brda susjedne Slovenije. Točno nasuprot Lesca, na slovenskoj obali Kupe, nalazi se selo Špeharji.

## Stanovništvo
Selo Lesci iskazuje se kao naselje od 1869. g. pod imenom Breg. Te godine imalo je 24 stanovnika, a prema popisu iz 1961. g. 17. Najviše (26) stanovnika bilo je 1931. g. Selo je nenaseljeno od oko 1965. g., prema službenom popisu provedenom 1971. g. više nije imalo žitelja.
| broj stanovnika |       | 24    | 16    | 20    | 21    | 17    | 21    | 26    | 23    | 24    | 17    |       |       |       |       |       |       |
|                 | 1857. | 1869. | 1880. | 1890. | 1900. | 1910. | 1921. | 1931. | 1948. | 1953. | 1961. | 1971. | 1981. | 1991. | 2001. | 2011. | 2021. |

## Gospodarstvo
U selu su živjele četiri obitelji (Lesci, Panijan, Madronić)[nedostaje izvor] uglavnom od poljoprivrede i ribarstva. Izvor prihoda bio je i mlin koji je radio za potrebe ljudi iz okolnih mjesta. U naselju nije bilo struje, vodovoda, a niti asfaltiranog puta zbog čega ljudi odlaze u veća sela i gradove.

## Zanimljivost
Poznati hrvatski pjesnik Ivan Goran Kovačić, rodom iz susjednog Lukovdola, u svojoj pjesmi spominje izvjesnog Petra, harmonikaša iz Lesca.

Ako se je jókal ali smèjal

Zaprta bila vusta so i oči, -

Z harmoniko je svoje soze lèjal,

Čez tipke njeje smeh se njegov tòčil.

Njegòvo dušo imal njeji meh,

Njegòvo srce, njegov vzdih i smeh.

I celi život bil mu je popêvka,

Cel život tan'c, svati, pirovânje,

Muzìkal do svojèga je sršetka, -

I na oblâke š'l je v svatovânje...

To znadó sì: da je Petr Breški

Pri ajngeli hàrmonikâš nebêški.

To ní izmìslil nigdo, to so glasi

Od Boga prišli o mrtvâčke maše:

Čim plòvan zapopêval "Bože, spasi!"

Zagrmèle orgùlje so naše

Na tan'c - kudi muzìke Petròve -

I ko da celo selo v nebo zove!
Danas se još jedva mogu vidjeti kameni ostaci kuća i mlina u gotovo netaknutom dijelu prirode i dolini rijeke Kupe.